# Senato di Milano
Il Senato di Milano (Senatus Excellentissimus Mediolani) fu uno degli organi governativi più importanti dello Stato di Milano, investito di funzioni giurisdizionali e legislative, che esercitò le proprie funzioni dal 1499 al 1786.

## Storia
Il Senato fu istituito da Luigi XII di Francia, con l'editto di Vigevano dell'11 novembre 1499, sul modello dei parlamenti francesi, in sostituzione di due precedenti collegi: il Consilium secretum (consiglio segreto) e il Consilium iustitiae (consiglio di giustizia).
L'organo fu poi mantenuto dagli spagnoli, che ne ampliarono notevolmente le competenze, definite dal codice, promulgato nel 1541, intitolato Constitutiones dominii Mediolanensis (o Novae Constitutiones), rappresentando un importante elemento di continuità dello Stato nel contesto della transizione dal dominio sforzesco a quello imperiale.
L'organo, già privato delle sue competenze amministrative nel 1771, venne definitivamente soppresso dall'imperatore Giuseppe II d'Austria, con editto dell'11 febbraio 1786, nell'ambito delle riforme che innovarono profondamente, modernizzandolo, il sistema giuridico dello Stato di Milano. In relazione a tali riforme Carlo Cattaneo ebbe a scrivere: "Si abolirono le preture feudali, s'abolì un Senato, sul quale pesava la memoria di supplizii iniqui e crudeli ... si abolì la tortura, che puniva nell'innocente i delitti dell'ignoto, sparvero le fruste, le tenaglie infocate, le orribili rote, l'inquisizione"..

## Struttura
Il Senato di Milano era composto da membri - detti senatori (senatores, al singolare senator) - nominati a vita. Al momento della creazione erano 17 milanesi, più alcuni francesi di fiducia di Luigi XII. Secondo le disposizioni del Re di Francia, i senatori dovevano essere di diverse professioni, con almeno 2 prelati e 4 militari oltre ai rimanenti che dovevano essere dottori di collegio. I primi diciassette senatori nominati furono Antonio Trivulzio, vescovo di Como, Gerolamo Pallavicini, vescovo di Novara, Pietro Gallarati, Francesco Bernardino Visconti, Gilberto Borromeo, Erasmo Trivulzio, Claudio Leistel (consigliere del parlamento di Tolosa), Gian Francesco Marliano, Michele Riccio, Gian Francesco Corte, Gioffredo Caroli (consigliere del parlamento del Delfinato), Giovanni Stefano Castiglioni, Girolamo Cusani, Antonio Caccia, Girolamo Moroni e Giovanni Biraghi.
Col tempo il numero dei senatori aumentò, attestandosi già dal 1535 a 27, oltre al presidente, di cui 9 cavalieri, 5 prelati e 13 giureconsulti. Nel Seicento si ridussero a 15, compreso il presidente, di cui tre di nazionalità spagnola. I giureconsulti, tratti dal patriziato milanese, finirono con prevalere all'interno del collegio, grazie alla loro estrazione culturale; l'appartenenza al Senato e, in particolare, la presidenza dello stesso rappresentava per un giureconsulto il culmine della carriera.
Pur essendo il Senato un organo collegiale le cause erano di norma trattate da un senatore di turno (o di lettura), che riceveva e giudicava nella propria abitazione; solo le cause più delicate o controverse erano trattate dal collegio riunito, che teneva le sue sedute in un'aula (detta Sala dell'Udienza) situata nel piano nobile del Palazzo Regio-Ducale (attuale Palazzo Reale).

## Funzioni
Il potere più rilevante del Senato era il diritto di interinazione delle leggi, ossia il potere di confermare le disposizioni del sovrano (o del Governatore che lo rappresentava) oppure di opporsi ad esse nel caso fossero in contrasto con le leggi dello Stato di Milano.
Il Senato era inoltre il tribunale supremo dello Stato di Milano in materia civile e penale: era giudice in unica istanza per le cause civili di maggior rilievo (in materia di confini tra fondi, diritto di famiglia e successorio, nomina dei tutori, obbligazioni tra privati e diritto feudale) e per i reati puniti con la pena di morte; era giudice di seconda istanza per le sentenze delle magistrature superiori e giudice di ultima istanza per quelle delle magistrature inferiori. Poteva avocare a sé le cause di competenza degli altri giudici o spedire agli stessi ordini (rescritti) con le istruzioni su come trattare la cause loro sottoposte; tutti giudici dovevano recarsi settimanalmente dal senatore di turno per relazionare sulle cause trattate.
Le sentenze (decisiones, al singolare decisio) del Senato non erano motivate ed erano inappellabili; costituivano precedente vincolante per i giudici inferiori che le dovevano rispettare come fossero leggi. Il Senato aveva anche il potere di disapplicare per ragioni di equità le leggi nei casi sottoposti al suo giudizio. Per questi motivi le sue sentenze venivano raccolte e pubblicate.
Tra le ulteriori competenze del Senato si possono ricordare l'amministrazione dell'Università di Pavia (dove venivano formati i giureconsulti), la censura sui libri e la tutela della salute pubblica, attraverso il magistrato di sanità sul quale sovrintendeva e di cui nominava il presidente (oltre a due questori) scegliendolo tra i propri membri.

## Presidenti del Senato di Milano
Dati relativi al periodo ducale, spagnolo e austriaco.
| Immagine | Nome                                             | Mandato           | Mandato         | Note                                                                               |
| Immagine | Nome                                             | Nomina            | Termine         | Note                                                                               |
| -------- | ------------------------------------------------ | ----------------- | --------------- | ---------------------------------------------------------------------------------- |
|          | Pierre de Sacierges (?-?)                        | 1499              | 1507            | Vescovo di Luçon                                                                   |
|          | Étienne Poncher (1446-1525)                      | 1507              | 1512            | Vescovo di Parigi                                                                  |
|          | Giovanni Olivieri (?-?)                          | 1512              | 1515            |                                                                                    |
|          | Giovanni Silva (?-?)                             | 1515              | 1522            |                                                                                    |
|          | Gian Francesco Marliani (?-?)                    | 1522              | 1527            |                                                                                    |
|          | Girolamo Castiglioni (?-?)                       | 1527              | 1529            |                                                                                    |
|          | Filippo Castiglioni (?-?)                        | 1529              | 1531            |                                                                                    |
|          | Giacomo Filippo Sacco (?-1550)                   | 1 marzo 1531      | 15 agosto 1550  |                                                                                    |
|          | Marco Barbavara (?-1552)                         | 24 ottobre 1550   | 1552            |                                                                                    |
|          | Pietro Paolo Arrigoni (?-1565)                   | 17 dicembre 1552  | 1565            |                                                                                    |
|          | Gabriele Casati (1509-1569)                      | 1 settembre 1565  | 1569            |                                                                                    |
|          | Giovanni Battista Rainoldi (?-1587)              | 18 novembre 1569  | 1587            |                                                                                    |
|          | Danese Filiodone (?-1589)                        | 11 dicembre 1587  | 1589            |                                                                                    |
|          | Giacomo Riccardi (?-1597)                        | 1589              | 1597            |                                                                                    |
|          | Bartolomeo Brugnoli (?-1604)                     | 21 febbraio 1597  | 1604            |                                                                                    |
|          | Giacomo Mainoldi (?-1612)                        | 18 febbraio 1604  | 1612            |                                                                                    |
|          | Agostino Domenico Squarciafico (?-1619)          | 15 novembre 1612  | 1619            |                                                                                    |
|          | Giulio Arese (1560-1627)                         | 31 gennaio 1619   | 1627            |                                                                                    |
|          | Giovanni Battista Trotti (1569-1641)             | 29 giugno 1627    | 1641            |                                                                                    |
|          | Ottaviano Picenardi (1570-1646)                  | 30 maggio 1641    | 1646            |                                                                                    |
|          | Luigi Cusani (1592-1659)                         | 15 dicembre 1646  | 1660            | marchese                                                                           |
|          | Bartolomeo Arese (?-1675)                        | 16 novembre 1660  | 1675            | conte                                                                              |
|          | Carlo Belloni (?-1683)                           | 24 giugno 1675    | 1683            | conte                                                                              |
|          | Luca Pertusati (1637-22 luglio 1718)             | 24 marzo 1683     | 1697            | conte                                                                              |
|          | Giorgio Clerici (1648-14 dicembre 1736)          | 6 febbraio 1697   | 1706            | marchese                                                                           |
|          | Luca Pertusati (1637-22 luglio 1718)             | 1706              | 14 ottobre 1716 | conte; II mandato                                                                  |
|          | Giorgio Clerici (1648-14 dicembre 1736)          | 9 aprile 1711     | 17 ottobre 1733 | marchese; II mandato; in carica effettiva dal 17 ottobre 1716                      |
|          | Carlo Pertusati (1674-14 aprile 1755)            | 10 dicembre 1733  | ...             | conte; privilegio imperiale spedito tardivamente e sostituito da Carlo Castiglioni |
|          | Carlo Castiglioni (?-12 settembre 1750)          | 25 gennaio 1734   | 1736            | marchese; esonerato nel 1736 col ritorno degli austriaci                           |
|          | Carlo Pertusati (?-14 aprile 1755)               | 29 settembre 1736 | 1 novembre 1753 | conte                                                                              |
|          | Giovanni Corrado de Olivera (?-15 dicembre 1784) | 25 agosto 1751    | 1784            | marchese; nomina effettiva da 1 novembre 1753                                      |

Dopo la morte del de Olivera fu nominato pro-presidente Carlo Biondi. Il Senato fu abolito nel 1786.

## Nella cultura di massa
Il Senato di Milano viene citato e descritto nell'opera seicentesca in lingua lombarda Cheribizo, che tratta delle grandezze di Milano, in questi termini:
Daspò vu vederì tut el Senat,

conseier gienerai e castelan

e i president di dù Magistrat,

princep e castelan, trì prazedent,

quel dol Senat e quei di Magistrat,

e col gran cangielir conservator

quel ch'as dis l'ordinarij, e quel di biad;

gh'è anc el prezendet dra sanitat,

e i fiscai da le toghe e dai pagn corti,

tesorier gieneral, monizioner

e po l'ofiz ch'a 's dis di colitrar.

[...]»
(Cheribizo, 1624 ca.)
Che tradotto in italiano:
Dopo voglio vedere tutto il Senato,

consiglieri generali e castellano

e i presidenti dei due Magistrati,

principe e castellano, tre presidenti,

quelli del Senato e quelli dei Magistrati,

e col gran cangielire conservatore

quello che dice l'ordinario, e quello delle biade;

c'è anche il presidente della sanità,

e i procuratori dalle toghe e dai panni corti,

tesoriere generale, munizioniere

e poi l'ufficio che dice di colitrar.

[...]»
(Cheribizo, 1624 ca.)